# Amphoe Erawan
Amphoe Erawan (Thai: อำเภอ เอราวัณ, Aussprache: ʔāmpʰɤ̄ː ʔēːrāːwān) ist ein Landkreis (Amphoe – Verwaltungs-Distrikt) im Osten der Provinz Loei. Die Provinz Loei liegt im nordwestlichen Teil der Nordostregion von Thailand, dem so genannten Isan.

## Geographie
Benachbarte Landkreise und Gebiete sind (von Süden im Uhrzeigersinn): die Amphoe Pha Khao, Wang Saphung, Mueang Loei und Na Duang in der Provinz Loei sowie die Amphoe Na Wang und Si Bun Rueang der Provinz Nong Bua Lamphu.
Der Lamnam Suai (Thai: ลำน้ำสวย – Suai-Wasserweg) ist ein wichtiger Fluss im Landkreis.

## Geschichte
Erawan wurde am 1. April 1995 zunächst als „Zweigkreis“ (King Amphoe) eingerichtet, als das Gebiet des heutigen Kreises vom Amphoe Wang Saphung abgetrennt wurde.
Am 15. Mai 2007 hatte die thailändische Regierung beschlossen, alle 81 King Amphoe in den einfachen Amphoe-Status zu erheben, um die Verwaltung zu vereinheitlichen. 
Mit der Veröffentlichung in der Royal Gazette „Issue 124 chapter 46“ vom 24. August 2007 trat dieser Beschluss offiziell in Kraft.
Der Landkreis erhielt seinen Namen nach der Erawan-Höhle, die heute im benachbarten Amphoe Na Wang nahe der Kreisgrenze liegt.

## Symbole
Der Wahlspruch des Landkreises lautet etwa: Erawan, großer Elefant, Heimat der süßen Longan, Tradition der 100.000 Raketen, Land der Seiden-Produktion (Thai: เอราวัณช้างใหญ่ ถิ่นลำไยขามหวาน ตำนานบั้งไฟแสน ดินแดนผ้าไหมงาม).

## Verwaltung

### Provinzverwaltung
Der Landkreis Erawan ist in 4 Tambon („Unterbezirke“ oder „Gemeinden“) eingeteilt, die sich weiter in 47 Muban („Dörfer“) unterteilen.
| Nr. | Name          | Thai       | Muban | Einw.  |
| --- | ------------- | ---------- | ----- | ------ |
| 1.  | Erawan        | เอราวัณ     | 16    | 10.009 |
| 2.  | Pha In Plaeng | ผาอินทร์แปลง | 14    | 12.488 |
| 3.  | Pha Sam Yot   | ผาสามยอด   | 10    | 07.548 |
| 4.  | Sap Phaiwan   | ทรัพย์ไพวัลย์  | 07    | 04.494 |

### Lokalverwaltung
Es gibt zwei Kommunen mit „Kleinstadt“-Status (Thesaban Tambon) im Landkreis:
- Erawan (Thai: เทศบาลตำบลเอราวัณ) bestehend aus dem kompletten Tambon Erawan.
- Pha In Plaeng (Thai: เทศบาลตำบลผาอินทร์แปลง) bestehend aus dem kompletten Tambon Pha In Plaeng.

Außerdem gibt es zwei „Tambon-Verwaltungsorganisationen“ (องค์การบริหารส่วนตำบล – Tambon Administrative Organizations, TAO):
- Pha Sam Yot (Thai: องค์การบริหารส่วนตำบลผาสามยอด) bestehend aus dem kompletten Tambon Pha Sam Yot.
- Sap Phaiwan (Thai: องค์การบริหารส่วนตำบลทรัพย์ไพวัลย์) bestehend aus dem kompletten Tambon Sap Phaiwan.